# Челюстно-подъязычная мышца
Челюстно-подъязычная мышца (лат. Musculus mylohyoideus) плоская, неправильно треугольной формы. Начинается от челюстно-подъязычной линии нижней челюсти. Пучки мышцы направляются сверху вниз и несколько сзади наперёд и на срединной линии встречаются с пучками одноимённой мышцы противоположной стороны, образуя шов челюстно-подъязычной мышцы.
Задние пучки мышцы прикрепляются к передней поверхности тела подъязычной кости. Обе челюстно-подъязычные мышцы участвуют в образовании дна полости рта и носят название диафрагмы рта.

## Функция
Поднимает кверху подъязычную кость. Когда она фиксирована участвует в опускании нижней челюсти, являясь, таким образом антагонистом жевательных мышц. При своём сокращении во время акта глотания поднимает язык, прижимая его к нёбу, благодаря чему пищевой комок проталкивается в глотку.
Как и другие мышцы расположенные выше подъязычной кости, челюстно-подъязычная мышца входит в состав сложного аппарата, включающего нижнюю челюсть, подъязычную кость, гортань, трахею и играющего большую роль в акте членораздельной речи.